# Comunitat de comunes de la Côte d'Émeraude
La Comunitat de comunes de la Côte d'Émeraude (en bretó Kumuniezh kumunioù Aod an Emrodez) és una estructura intercomunal francesa, situada al departament de l'Ille i Vilaine a la regió Bretanya, al País de Saint-Malo. Té una extensió de 111,98 kilòmetres quadrats i una població de 29.013 habitants (2010).

## Composició
Agrupa 10 comunes :
Comunes de Costes d'Armor :
1. Lancieux
2. Plessix-Balisson
3. Ploubalay
4. Trégon

Comunes d’Ille i Vilaine :
1. Dinard
2. Le Minihic-sur-Rance
3. Pleurtuit
4. La Richardais (siège de la communauté)
5. Saint-Briac-sur-Mer
6. Saint-Lunaire